# Spadochron taśmowy
Spadochron taśmowy – spadochron, którego czasza wykonana jest z taśm odpowiednio łączonych, zastępujących tkaninę czaszy.
Przeznaczony jest dla:
- załóg samolotów latających z dużymi prędkościami - jako spadochron ratowniczy do opuszczania bezpiecznego kabin specjalnie konstruowanych samolotów odrzutowych, w razie opuszczania samolotu przez pilota,
- do hamowania prędkości samolotów odrzutowych podczas lądowania w celu skrócenia ich drogi dobiegu.

Kształt spadochronu taśmowego może być:
- wielokątny (okrągły),
- kwadratowy,
- trójkątny.

Czasza o dużej przepuszczalności sprawia, że spadochrony taśmowe są stateczne lecz mają dużą prędkość opadania (do 8 m/s.